# Lëtzebuerger Guiden a Scouten
Die Lëtzebuerger Guiden a Scouten (LGS, Luxemburger Pfadfinderinnen und Pfadfinder) sind  der größte Pfadfinderverband im Großherzogtum Luxemburg. Der ursprünglich katholische Verband ist heute christlich orientiert und wird durch die katholische Kirche unterstützt, nimmt aber Kinder und Jugendliche aller Religionen auf. Die LGS haben etwa 5000 Mitglieder.
Der Verband ist koedukativ: Als Guiden werden die weiblichen Mitglieder bezeichnet, die Scouten sind die männlichen Mitglieder. Die LGS sind Mitglied der World Association of Girl Guides and Girl Scouts und über die Luxembourg Boy Scouts Association auch der World Organization of the Scout Movement.

## Geschichte
Die ersten katholischen Pfadfindergruppen in Luxemburg entstanden 1913 im Verband der luxemburgischen katholischen Jugendvereine. Sie schlossen sich 1919 zu den Lëtzebuerger Scouten (Fédération Nationale des Scouts du Luxembourg) zusammen. Gruppen für katholische Pfadfinderinnen wurden erst im Herbst 1938 gegründet, als Pierre Posing die Lëtzebuerger Guiden (Catholic Luxembourg Girl Guides) initiierte.
Zwei Jahre später wurde die Pfadfinderarbeit durch die deutschen Besatzungsbehörden verboten. Einige Gruppen arbeiteten trotz des Verbots weiter; ihre Leiter wurden zum Teil in Konzentrationslager verschleppt.
1945 gründeten die Lëtzebuerger Scouten gemeinsam mit der Féderation Nationale des Eclaireurs du Luxembourg die Luxembourg Boy Scouts Association, um eine gemeinsame Vertretung in der Weltpfadfinderbewegung zu schaffen. 1950 gelang dies auch den Pfadfinderinnen, die im Bureau de Liaison des Associations Guides du Luxembourg mit der Association des Girl Guides Luxembourgoises zusammenarbeiten.
Durch die gesellschaftlichen Veränderung der 1960er Jahre kooperierten die beiden katholischen Verbände immer intensiver. Ein daraus entstandener langer Konsultationsprozess wurde 1994 durch die Fusion zu einem kodedukativen Verband, den heutigen Lëtzebuerger Guiden a Scouten, abgeschlossen.

## Struktur
Der Verband gliedert sich in etwa 60 Ortsgruppen. Fast alle arbeiten koedukativ, in der Regel werden alle Altersgruppen ab den Wëllefcher angeboten, die Biberstufe ist selten vertreten.
Geleitet werden die LGS von einem dreiköpfigen Vorstand, der aus dem Vorsitzendem, seinem Stellvertreter und einem Kuraten besteht. Sie werden in einem erweiterten Vorstand durch zahlreiche Beauftragte unterstützt, unter anderem für die Altersstufen und die internationale Zusammenarbeit.
Dem Verband angeschlossen ist eine eigene 1987 gegründete Entwicklungshilfeorganisation, die Guiden a Scouten mat der Drëtter Welt (Pfadfinderinnen und Pfadfinder für die Dritte Welt), die Projekte unter anderem in Bolivien, Chile, Indien, Niger und Senegal durchführt. Die Stiftung Guiden a Scouten am Déngscht vun de Jonken (Pfadfinderinnen und Pfadfinder im Dienst der Jugend) stellt die Finanzierung der Arbeit sicher und betreibt das Büro des Verbands, das sich in der Weimerskircher Mühle befindet, einer ehemaligen Gießerei in Luxemburg-Weimerskirch.

## Altersstufen
Der Verband ist in fünf Altersstufen gegliedert, die mit unterschiedlichen, altersangemessenen Formen der Pfadfindermethode arbeiten. Die Stufen sind:
- Biber (6 bis 8 Jahre)
- Wëllefcher (8 bis 11 Jahre)
- Aventuren an Explorer (AvEx; 11 bis 14 Jahre)
- Caravellen a Pionéier (CaraPio; 14 bis 17 Jahre)
- Ranger a Rover (RaRo; 17 bis 23 Jahre).

Ältere Mitglieder können Leitungsaufgaben im Verband übernehmen, fördernd tätig sein oder sich einer Altpfadfindergilde anschließen.